# Megachile turpis
Megachile turpis är en biart som beskrevs av Mitchell 1930. Megachile turpis ingår i släktet tapetserarbin, och familjen buksamlarbin. Inga underarter finns listade i Catalogue of Life.